# Motín de Cavite

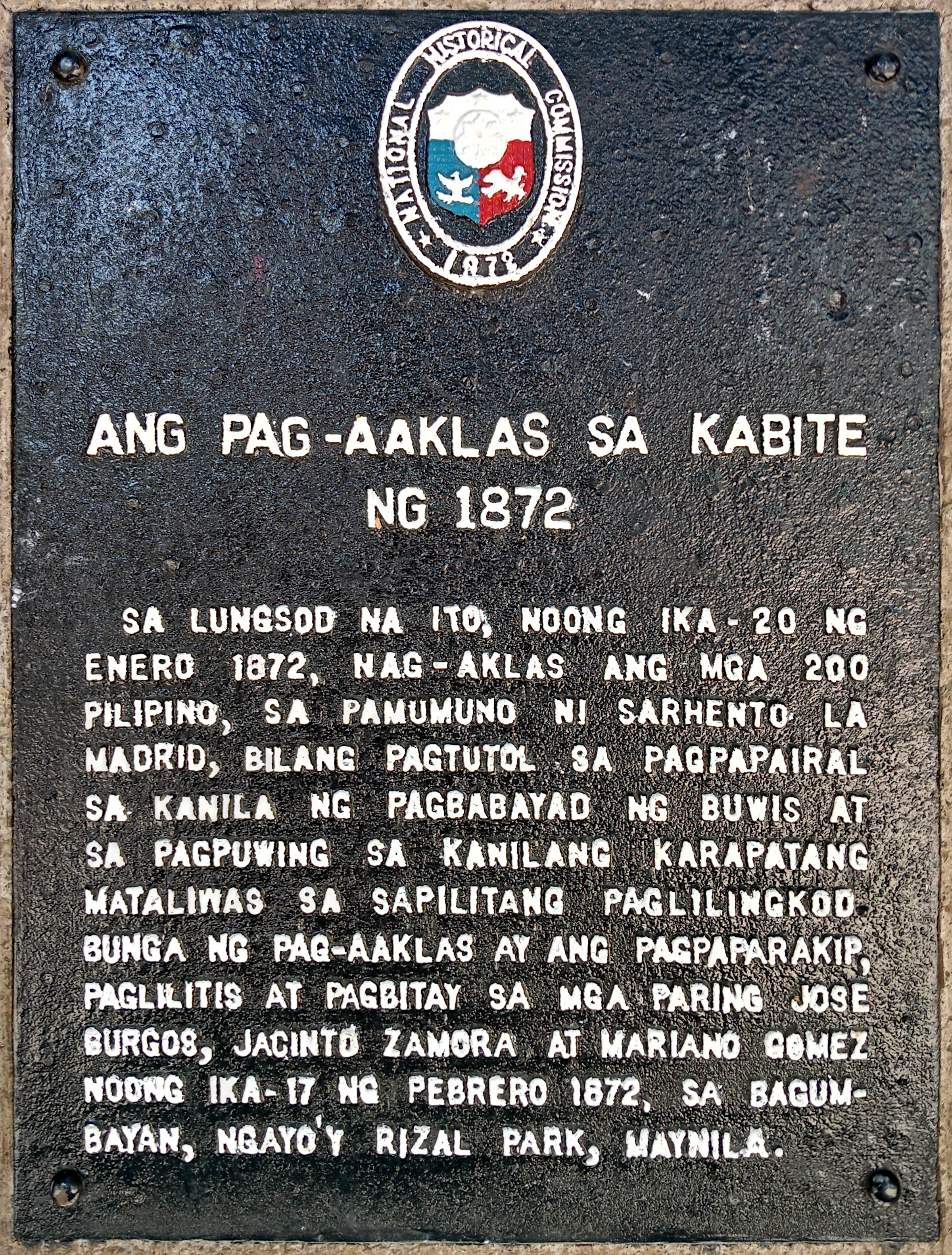
Placa conmemorativa de la Comisión Histórica Nacional de Filipinas.

El motín de Cavite ocurrió en un arsenal en Cavite, Filipinas, el 20 de enero de 1872. Alrededor de 200 soldados y trabajadores filipinos se levantaron contra la opresión española con esperanzas de comenzar una sublevación nacional. El motín fracasó, y las autoridades ejecutaron a muchos de los participantes. Comenzó asimismo en el Sur un movimiento nacionalista liderado por Lamadrid, un sargento filipino.

## Historia
Los amotinados esperaron, sin éxito, que los soldados filipinos en Manila los seguirían con otra sublevación paralela y coordinada con la de Cavite; la señal sería la tira de cohetes desde los extrarradios de la ciudad en esa noche. 
El motín fue utilizado por el gobierno colonial español para implicar, entre otros, a tres famosos sacerdotes, Gómez, Burgos y Zamora, trío de clérigos que ha pasado a la historia con el nombre de Gomburza, y a otros líderes filipinos.

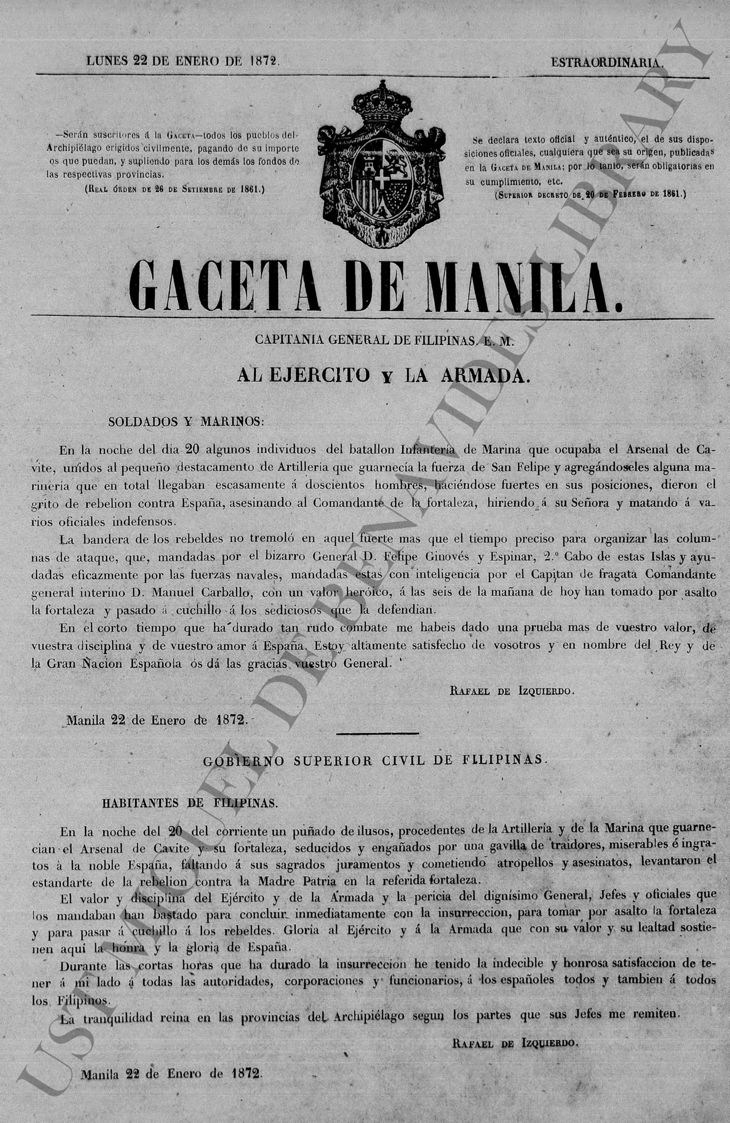
Portada de 'La Gaceta de Manila' del 22 de enero de 1872, reportando el Motín de Cavite.

Inmediatamente después del motín, cientos de filipinos, incluyendo sacerdotes católicos, fueron condenados. El 27 de enero de 1872 el Gobernador civil de Manila, Rafael Izquierdo, aprobó la sentencia de muerte de 41 amotinados. El 6 de febrero, condenaron once más, pero a éstos les fueron conmutadas las penas de muerte por las de encarcelamiento a perpetuidad. Otros fueron exiliados a la isla de Guam.